# قصص القرآن (برنامج)
برنامج قصص القرآن هو اسم أحد برامج الداعية «عمرو خالد», قام بتقديم الجزء الأول منه عام 2008 طوال شهر رمضان، البرنامج يتناول العديد من القصص التي وردت بالقرآن الكريم، ليست قصص أنبياء أو مرسلين، وإنما قصص أشخاص عاديين منهم الصالح ومنهم ما دون ذلك.

## مكان التصوير
تم تصوير الجزء الأول من البرنامج بدولة «التشيك», وبحضور جمهور من الجاليات العربية بأوروبا، وتم تصوير مشاهد من البرنامج في مواقع حدوث بعض قصص القرآن بدول عربية مختلفة (اليمن، الأردن، سوريا).

## حلقات برنامج «قصص القرآن» الجزء الأول
- الحلقة الأولى - سنحيا بالقرآن
- الحلقة الثانية - قصة ابني آدم ج1
- الحلقة الثالثة - قصة ابني آدم ج2
- الحلقة الرابعة - قصة أصحاب الجنة
- الحلقة الخامسة - قصة الغلام والراهب والساحر ج1
- الحلقة السادسة - قصة الغلام والراهب والساحر ج2
- الحلقة السابعة - قصة السيدة مريم
- الحلقة الثامنة - قصة طالوت وجالوت
- الحلقة التاسعة - قصة أصحاب الكهف ج1
- الحلقة العاشرة - قصة أصحاب الكهف ج2
- الحلقة 11 - قصة الدرع المسروقة
- الحلقة 12 - قصة قارون
- الحلقة 13 - قصة نبي الله عزير
- الحلقة 14 - قصة بلعام بن باعوراء
- الحلقة 15 - قصة كعب بن مالك
- الحلقة 16 - قصة مؤمن ياسين والهدهد والنملة
- الحلقة 17 - قصة نبي الله موسى والخضر ج1
- الحلقة 18 - قصة نبي الله موسى والخضر ج2
- الحلقة 19 - بداية العشر الأواخر من رمضان
- الحلقة 20 - قصة حادثة الإفك
- الحلقة 21 - قصة ذو القرنين
- الحلقة 22 - عبادة الدعاء
- الحلقة 23 - قصة لقمان الحكيم
- الحلقة 24 - يوم التناد
- الحلقة 25 - قصة آل عمران
- الحلقة 26 - اسم الله العفو
- الحلقة 27 - كيف نثبت بعد رمضان؟
- الحلقة 28 - كيف نثبت بعد رمضان؟ 2
- الحلقة 29 - كيف نثبت بعد رمضان؟ 3

## وصلات خارجية
- صفحة البرنامج على موقع الأستاذ عمرو خالد
- تحميل الحلقات المرئية.
- تفريغ حلقات قصص القرأن، جريدة الدستور المصرية